# ハインリヒ・ブレリング
ハインリヒ・ブレリング（Heinrich Christoph Gottlieb Breling、1849年10月14日 - 1914年9月6日）はドイツの画家である。ニーダーザクセン州のフィッシャフーデの芸術家村で活動した画家の一人である。

## 略歴
ニーダーザクセン州のブルクドルフに生まれた。子供時代をフィッシャフーデで育った。ハノーファーの技術学校で学んだ後、1872年からミュンヘン美術院でヴィルヘルム・フォン・ディーツに学んだ。1883年にミュンヘン美術院の教授に任じられ、1884年からバイエルン王国のルートヴィヒ2世の宮廷画家となった。
1886年にルートヴィヒ2世が謎の死をとげた後、ハノーファーに戻り、夏の間はフィッシャフーデで過ごした。1908年に家族とフィッシャフーデの近くのブレデナウに移り、スタジオも開いた。娘の一人は、1909年に画家のオットー・モーダーゾーンの3度目の結婚相手となった。
風俗画を描き、後年は騎乗した兵士の絵を描いた。

## 作品

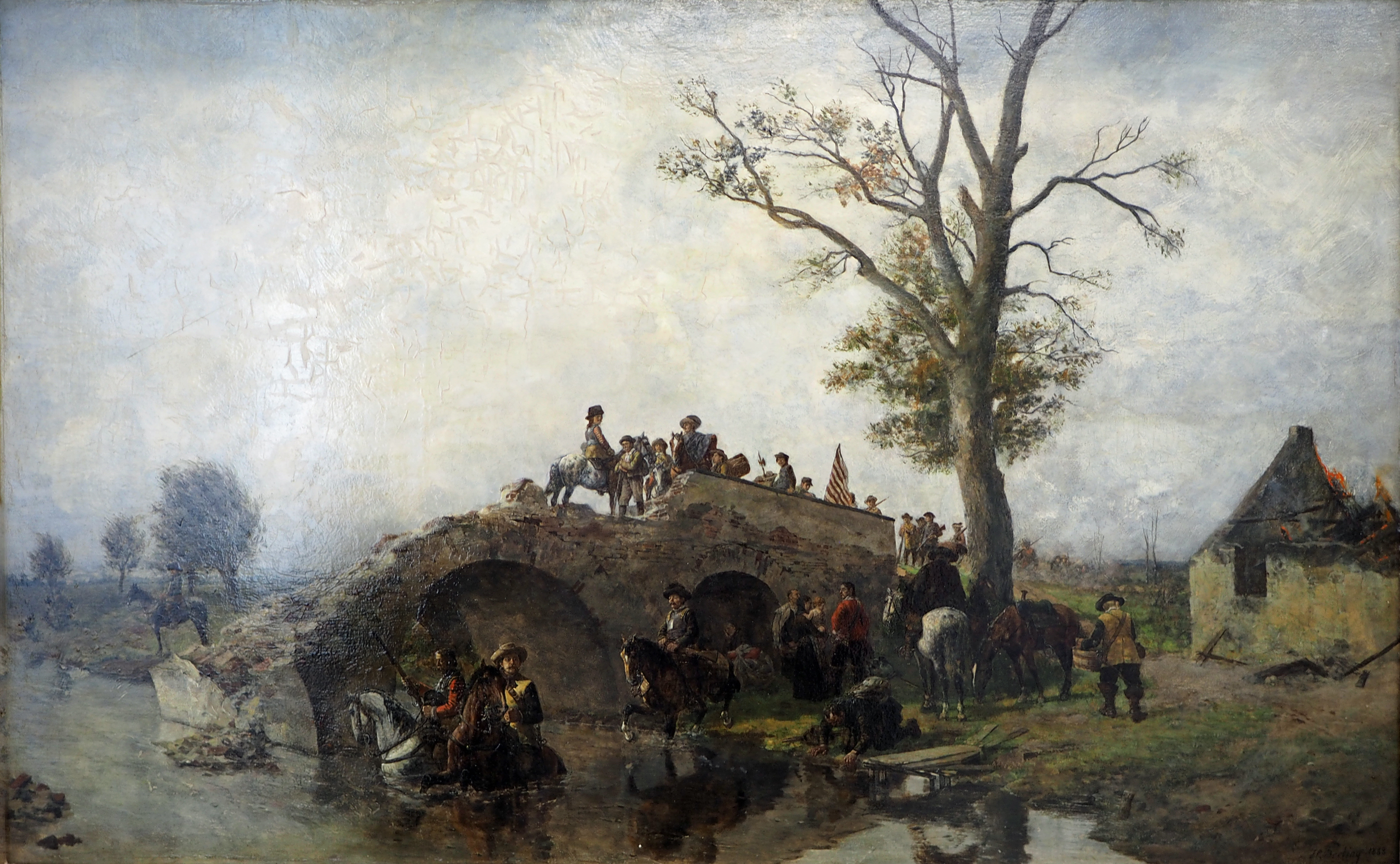
退却する兵士（1888）
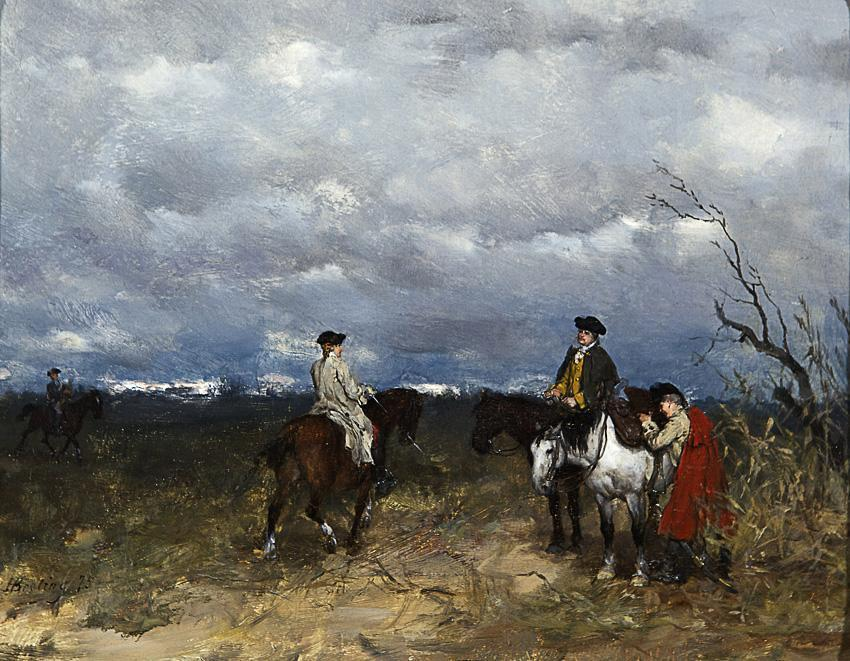
馬に乗る人物 (1875)
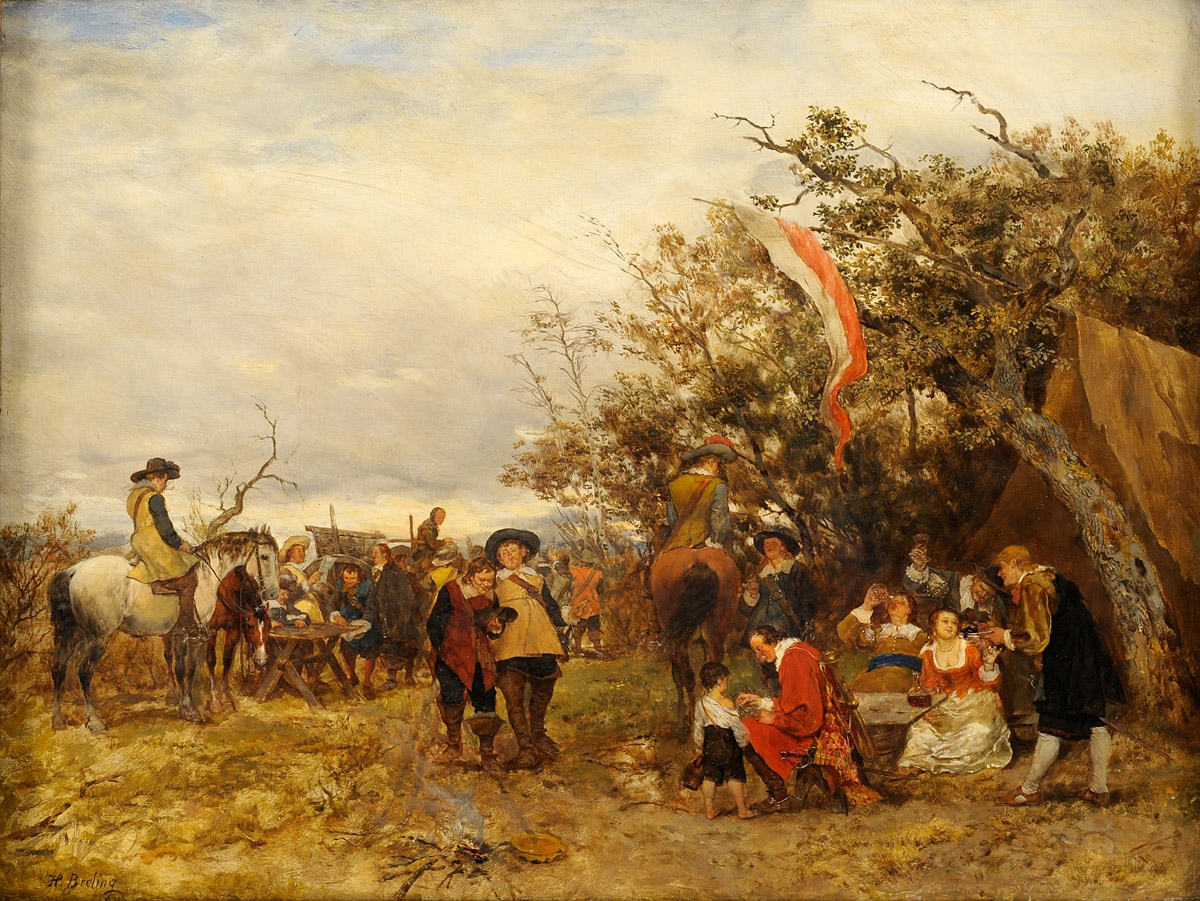
兵士のキャンプ(1914)

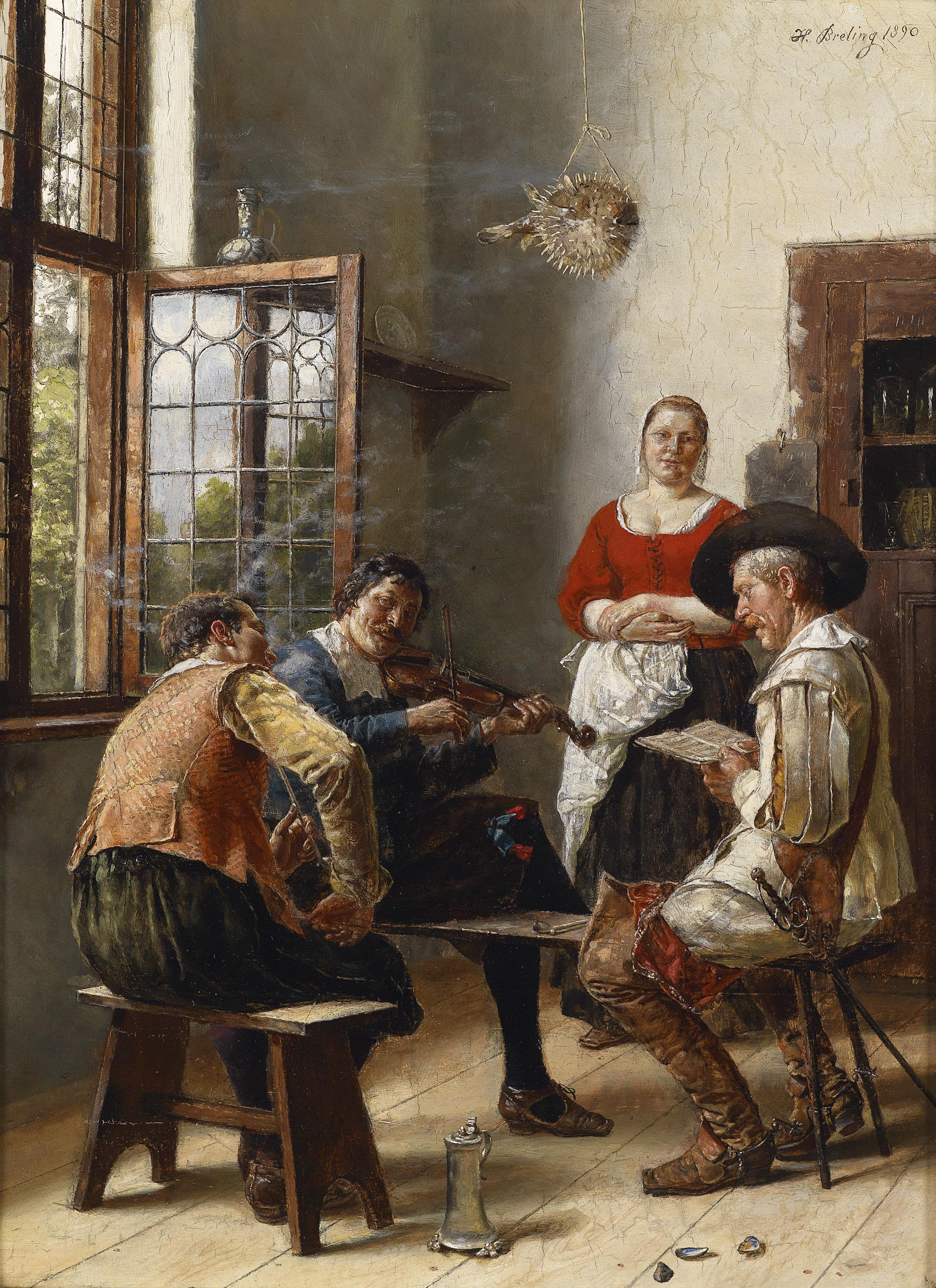
「楽師たち」(1890)
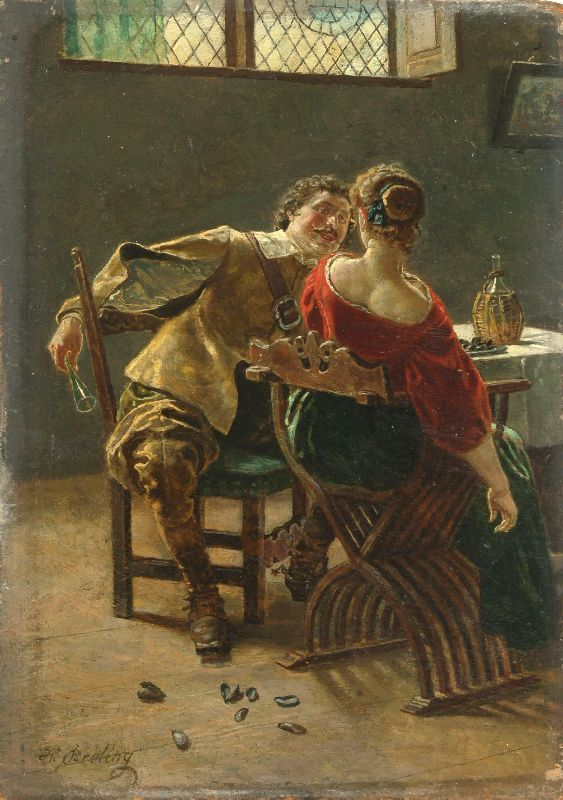
「貝の食事」 (1900)
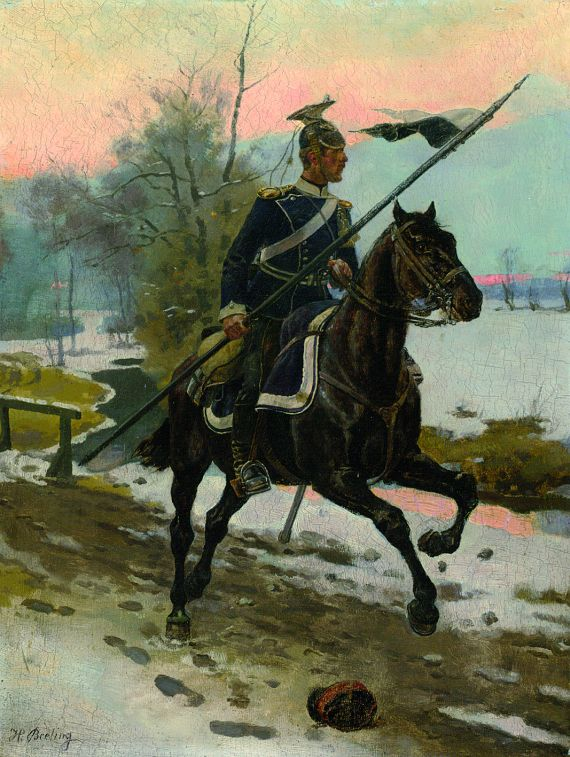
「冬のウーラン(軽騎兵)」
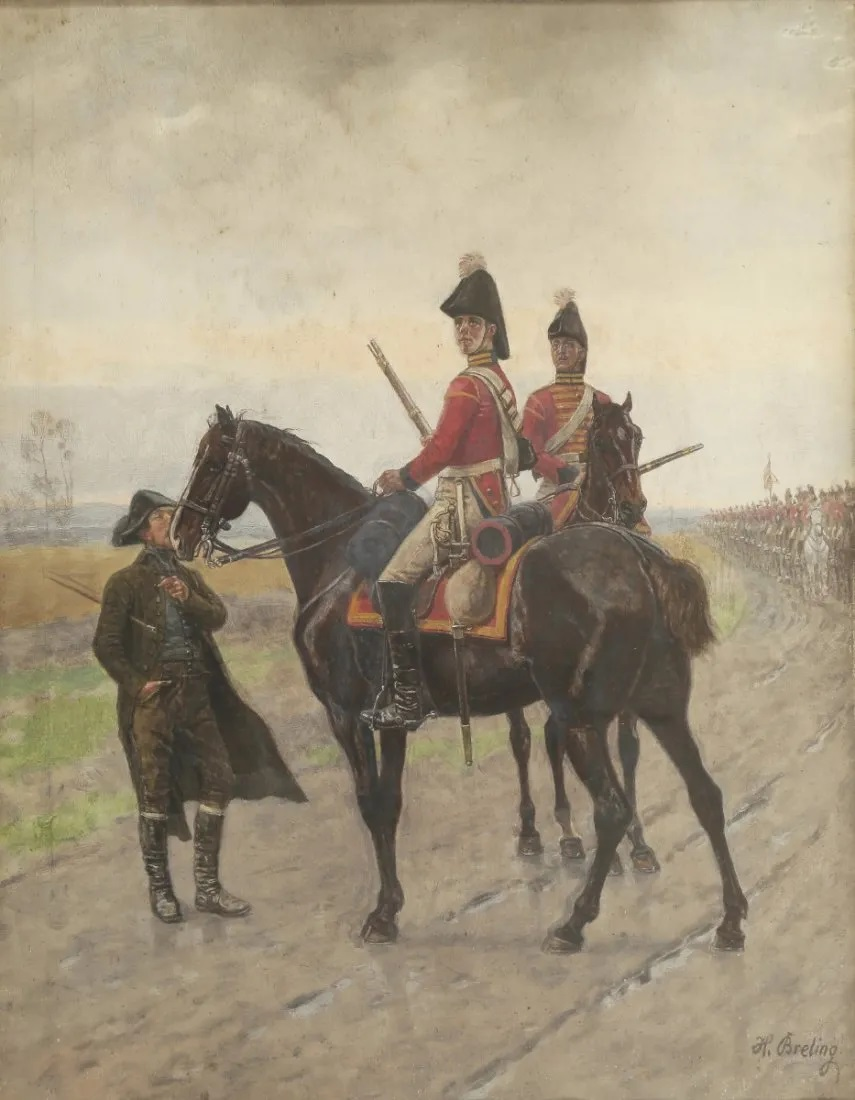
「騎乗した兵士」